# Falsomassicus theresae
Falsomassicus theresae är en skalbaggsart som beskrevs av Maurice Pic 1946. Falsomassicus theresae ingår i släktet Falsomassicus och familjen långhorningar. Inga underarter finns listade i Catalogue of Life.